# Я жду птенца (мультфильм)
«Я жду птенца» — советский кукольный мультипликационный фильм по мотивам сказки Доктора Сьюза. Первый самостоятельный фильм режиссёра Николая Серебрякова.

## Создатели
| автор сценария               | Аркадий Снесарев |
| режиссёр                     | Николай Серебряков |
| художники-постановщики       | Ильдар Урманче, Николай Серебряков                                                                                              |
| оператор                     | Владимир Саруханов |
| композиторы                  | Александр Зацепин, Евгений Крылатов                                                                                             |
| звукооператор                | Борис Фильчиков |
| монтаж                       | Надежды Трещёвой |
| редактор                     | Наталья Абрамова |
| мультипликаторы              | Юрий Клепацкий, Мария Зубова, Павел Петров, Кирилл Малянтович, Мария Портная                                                    |
| куклы и декорации изготовили | В. Куранов, Ю. Бенкевич, Павел Гусёв, Светлана Знаменская, В. Шафранюк, Владимир Аббакумов, Лилианна Лютинская, Владимир Алисов |
| под руководством             | Романа Гурова |
| директор картины             | Натан Битман |

## Награды и призы
- 1967 год — XII Международный кинофестиваль короткометражных фильмов в Туре (Франция) — Серебряная медаль за лучший детский фильм, Премия СИФЕЖ